# Полянский переулок
Поля́нский переу́лок — улица в центре Москвы на Якиманке между Большой Якиманкой и Бродниковым переулком.

## История
Название получил в XIX веке по примыканию к Бродникову, ранее — Полянскому переулку и улице Малая Полянка.

## Описание
Полянский переулок проходит от Большой Якиманки на её пересечении с Якиманским проездом на юго-восток к Бродникову переулку.